# 圣穆理思堂 (阿讷西)

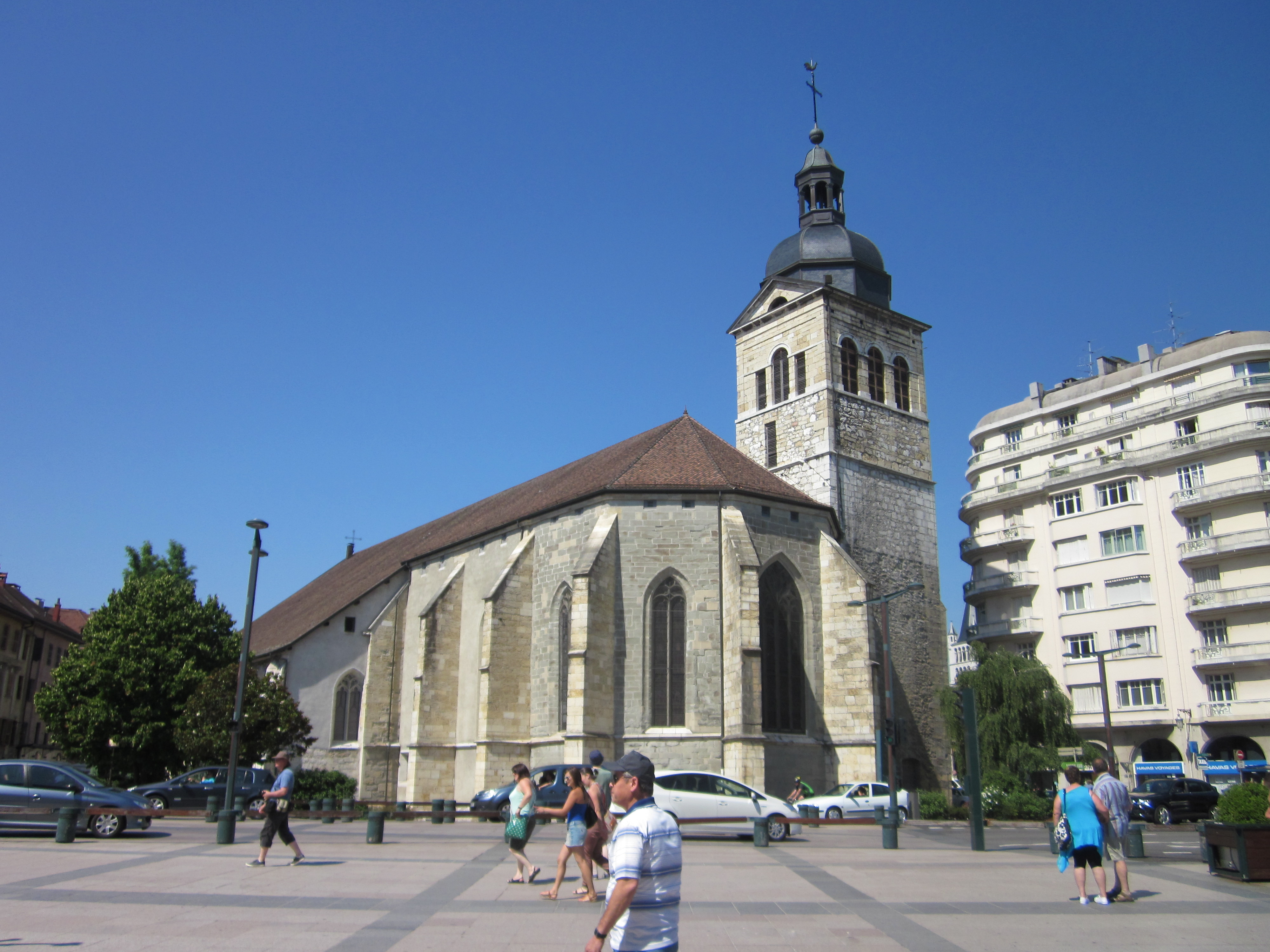

圣穆理思堂（法语：Église Saint-Maurice）是一座罗马天主教教堂，位于法国阿讷西。
圣穆理思堂是阿讷西最古老的教堂，最初是多明我会修道院内部的小堂，建于1422年，由枢机主教若望-阿拉尔梅特·德·布罗格尼赞助。
圣穆理思堂是一座哥特式建筑。在中殿的不同部分，在1478年以后，建造了许多贵族或工匠行会的小堂。在咏经席的左侧，有一幅15世纪的视觉陷阱绘画
1957年，圣穆理思堂列为法国历史遗迹。